# بهية مولاة أبي بكر
بهية مولاة أبي بكر الصديق تابعية راوية للحديث، روت عن عائشة أم المؤمنين، وعنها روى مولاها أبو عقيـل يحيى بن المتوكل، ولها روى أبو داود جهلها الحافظـان: الذهبـي، وابن حجر.